# باب بولدر
باب بولدر (انگلیسی: Bob Bolder؛ زادهٔ ۲ اکتبر ۱۹۵۸) بازیکن فوتبال اهل بریتانیا است.
از باشگاه‌هایی که در آن بازی کرده‌است می‌توان به باشگاه فوتبال شفیلد ونزدی، باشگاه فوتبال ساندرلند، باشگاه فوتبال چارلتون اتلتیک، باشگاه فوتبال لیورپول، و باشگاه فوتبال داگنم و ردبریج اشاره کرد.